# Мисс Марпл
Джейн Марпл (англ. Jane Marple), более известная просто как мисс Марпл (англ. Miss Marple), — персонаж детективов Агаты Кристи; появляется сначала в сборнике рассказов «Тринадцать загадочных случаев», затем в 12 романах писательницы и потом в опубликованном посмертно сборнике рассказов «Последние дела мисс Марпл». Джейн Марпл — детектив-любитель, старая дева, живущая в английской деревушке Сэнт-Мэри-Мид (англ. St. Mary Mead), описание которой впервые даётся в романе Кристи «Тайна „Голубого поезда“» (1928).

## История персонажа
Впервые мисс Марпл появилась в рассказе «Тринадцать загадочных случаев», который был опубликован в журнале «The Royal Magazine» в декабре 1927 года, а в 1930 году мисс Марпл впервые становится главной героиней в романе «Убийство в доме викария». В 1940 году Агата Кристи написала роман «Забытое убийство», последний из серии о мисс Марпл, но не стала его публиковать, дабы не расстраивать читателей, ждавших новых приключений старушки. Роман был опубликован лишь в 1976 году, спустя некоторое время после смерти самой Кристи. В период с 1942 по 1971 год вышло ещё десять романов, в которых главной героиней была мисс Марпл. Кроме того, она выступает заглавным персонажем в сборнике рассказов «Последние дела мисс Марпл».
Когда мисс Марпл родилась, ей было уже под семьдесят, что, как и в случае с Пуаро, оказалось неудобным, ибо ей предстояло еще долго жить вместе со мной. Если бы я обладала даром предвидения, я бы в самом начале придумала не по годам смышленого мальчика-детектива, который взрослел и старел бы вместе со мной.Агата Кристи «Автобиография»
Одной из предшественниц мисс Марпл стала героиня романа «Убийство Роджера Экройда» Каролина — незамужняя сестра доктора Шеппарда, от лица которого ведётся повествование. По признанию автора, эта пожилая прозорливая дама — её любимица в этой книге, и создание этого образа доставило ей большое удовольствие. По словам писательницы, сестра Шеппарда — «ворчливая старая дева, очень любопытная, знающая всё и вся обо всех, всё слышащая, — словом, розыскная служба на дому».
В 2008 году правнук писательницы Мэтью Причард обнародовал информацию о том, что им обнаружены магнитофонные записи Агаты Кристи, на которых она фиксировала черновые материалы при подготовке книги «Автобиография», вышедшей уже после её смерти. Из этих аудиозаписей стало известно, что на создание образа мисс Марпл повлияли воспоминания о характере её бабушки. Несмотря на то, что героиня её книг не является точным образом её бабушки, в их поведении и характере имеется важная общая черта: «Хотя она была очень жизнерадостной натурой, она всегда ожидала самого худшего развития событий от всех и вся. Меня пугало, что в большинстве случаев она оказывалась совершенно права». В «Автобиографии» Кристи писала, что Марпл также напоминает и деревенских подруг её бабушки.
По мнению английского писателя и журналиста Кристофера Букера, прообраз мисс Марпл появляется уже в одном из первых известных детективных произведений в истории — новелле Гофмана «Мадемуазель де Скюдери» (нем. Das Fräulein von Scudéry, 1819), прототипом главной героини которой стала реальная историческая личность — Мадлен де Скюдери, французская писательница XVII века.

## Образ мисс Марпл
Мисс Джейн Марпл — старая дева, скромно живущая в небольшой английской деревне Сэнт-Мэри-Мид. Её основные занятия — вязание для многочисленных внучатых племянников, уход за растениями в небольшом садике и различные общественные поручения, которые она выполняет часто и с охотой (например, сбор пожертвований на различные местные мероприятия). Периодически она выбирается куда-нибудь, чтобы навестить знакомых, родственников или просто отдохнуть. Постоянно что-нибудь вяжет, дарит вязаные вещи знакомым, родственникам или отдаёт на благотворительные нужды. Хорошо разбирается в цветах, других растениях и садоводстве вообще. Очень любопытна. В своей деревне, где она прожила большую часть жизни, знает всё обо всех, живо интересуется жизнью соседей, всегда в курсе всех событий, слухов и сплетен. В деревне у неё нет родных, только подруги, в число которых входит большинство пожилых соседок. Её племянник Раймонд — писатель, состоятельный человек, он живёт в США, временами приезжает в Лондон, не забывает тётушку и периодически помогает ей.
Мисс Марпл имеет заурядную внешность, её речь нередко может показаться несвязной и путаной, она склонна в своих объяснениях перескакивать с одного на другое, но при этом у старой леди сильный характер и великолепный аналитический ум, который она очень любит упражнять, разгадывая встречающиеся на её жизненном пути загадки и необычные случаи.
Завязкой романов о мисс Марпл служит убийство, произошедшее в том месте, где волею случая находится старая дама. Она тут же оказывается вовлечённой в действие и начинает собственное расследование, всегда находя разгадку. Полиция относится к присутствию и вниманию старушки неодобрительно, хотя некоторые детективы, встречавшиеся с мисс Марпл раньше, проникаются к ней уважением и советуются с ней по ходу расследования. Марпл никогда не служила в полиции, не была профессиональным криминалистом и вообще всегда занималась сугубо мирными делами. Её сила как детектива-любителя — в остром уме, чрезвычайно широкой информированности (в особенности когда дело касается происшествий в её родной деревне) и, главное, в превосходном знании человеческой натуры, изучение которой — главный интерес мисс Марпл, по её собственным словам. Для неё одинаково интересны пропажа фунта масла с прилавка молочника и зверское убийство; и то и другое — лишь проявления определённых человеческих качеств. Она считает, что характеры и мотивы людей везде и всегда одинаковы и, правильно определив типажи действующих лиц, можно уверенно делать выводы. Поэтому один из её «профессиональных приёмов» — найти в прошлом родной деревни какой-либо случай, напоминающий расследуемое происшествие, или человека, своим поведением похожего на того, с кем она имеет дело сейчас, и провести параллель между обстоятельствами прошлого и настоящего события. Как ни далеки бывают события прошлого от нынешнего преступления, эта параллель позволяет мисс Марпл совершенно точно объяснить случившееся и назвать преступника.
Для мисс Марпл характерен здоровый цинизм: она подозревает всех, независимо от репутации, общественного положения и личных симпатий. Она уверена, что любой человек может совершить преступление — дело лишь за обстоятельствами, которые подтолкнут его к этому. Говорит, что люди, даже полицейские, слишком многое принимают на веру, вместо того чтобы тщательно проверять, а ведь «…от любого человека можно ожидать чего угодно — таково свойство человеческой натуры». Она оценивает факты такими, какими их видит, не пытаясь строить скороспелые версии. Богатый жизненный опыт позволяет ей обращать внимание на детали, которые часто ускользают от профессиональных детективов. Наконец, внешность и манеры поведения приятной в общении старушки-сплетницы дают возможность, не вызывая подозрений, разговаривать с людьми на самые разные темы, спрашивать об их личной и семейной жизни, родственниках, денежных делах, просить показать семейный альбом, задавать множество нескромных вопросов и получать на них ответы.

## Романы
- Убийство в доме викария (1930)
- Тело в библиотеке (1942)
- Одним пальцем (1943)
- Объявлено убийство (1950)
- С помощью зеркал (1952)
- Карман, полный ржи (1953)
- В 4.50 из Паддингтона (1957)
- Зеркало треснуло (1962)
- Карибская тайна (1964)
- Отель «Бертрам» (1965)
- Немезида (1971)
- Забытое убийство (написано в 1940, опубликовано в 1976)

## Рассказы
- Тринадцать загадочных случаев (опубликовано в 1932)
- Последние дела мисс Марпл (опубликовано в 1979)
- Причуда Гриншоу (из сборника «Приключение рождественского пудинга и выбор закусок» (1937))

## Мисс Марпл в медиа
Первой актрисой, исполнившей роль мисс Марпл на большом экране, была англичанка Маргарет Рутерфорд, подруга Агаты Кристи. Она появлялась в образе этой проницательной пожилой дамы в пяти фильмах с 1961 по 1965 год. В 1980 году в фильме «Зеркало треснуло» мисс Марпл сыграла Анджела Лэнсбери. В 1983 году в фильме «Тайна "Чёрных дроздов"» эту роль исполнила советская и эстонская актриса Ита Эвер.
Впервые на телевидении мисс Марпл сыграла британская актриса Грейси Филдс в 1956 году. В 1970 году на немецком телевидении в образе мисс Марпл появилась Инга Ланген. Американская актриса Хелен Хейз снялась в этой роли в двух телевизионных фильмах в 1983 и 1984 годах. Но более всего мисс Марпл известна в исполнении Джоан Хиксон, которая сыграла её во всех двенадцати экранизированных романах на канале BBC с 1984 по 1992 год.
С 2005 года британское телевидение начало показ нового сериала «Мисс Марпл Агаты Кристи», где роль старушки первоначально исполняла Джеральдин Макьюэн, а затем Джулия Маккензи.
В 2004—2005 годах на японском телевидении демонстрировался аниме-сериал про Эркюля Пуаро и мисс Марпл.

## Коллекционное издание
Полное собрание сочинений о мисс Марпл, изданное в 2009 году в одном томе, попало в Книгу рекордов Гиннесса в качестве самой толстой книги в мире. В книге, вышедшей в издательстве HarperCollins, 4032 страницы, её толщина 322 мм, а масса — 8 кг.